# Guillows
Paul K. Guillow, Inc. – amerykańskie przedsiębiorstwo, produkujące zestawy do budowy modeli samolotów z balsy (ogorzałka wełnista) założone w Wakefield w stanie Massachusetts w 1926 roku przez Paula K. Guillowa, lotnika biorącego udział w I wojnie światowej.
Przedsiębiorstwo produkuje modele z napędem gumowym w skalach 1:16, 1:32, a także w 1:24. Większość modeli nadaje się do konwersji na napęd elektryczny lub spalinowy z wyposażeniem zdalnego sterowania. Zestawy do budowy zawierają wycięte laserem lub metodą tłoczenia elementy z balsy, wypraski detali z tworzywa sztucznego, dokładne plany modelarskie, napęd gumowy oraz kilka innych drobnych elementów potrzebnych do budowy modelu. Nieliczne z modeli nie nadają się do latania i są deklarowane jako modele ekspozycyjne.